# Unity (film)
Unity este un film documentar scris, regizat și produs de către Shaun Monson. Este cea de-a doua serie la filmul lui Monson din 2005 Earthlings. Filmul este narat de 100 de actori, artiști, atleți, scriitori, oameni de afaceri, animatori, producători de film, militari și  muzicieni printre care Adam Levine, Anjelica Huston, Ben Kingsley, Carrie-Anne Moss, David Copperfield, Dianna Agron, Dr. Dre, Famke Janssen, Helen Mirren, Jeff Goldblum, Jessica Chastain, Joaquin Phoenix, Kevin Spacey, Kristen Wiig, Marion Cotillard, Martin Sheen, Moby, Olivia Wilde, Pamela Anderson, Rose Byrne, Susan Sarandon, Tom Hiddleston, Tony Hawk, și Zoe Saldana. Lansarea filmului a avut loc la 12 august 2015. Operatorul în comunicare și media PR Newswire declară legat de numărul de naratori pentru documentar ca fiind "fără precedent".

## Sumar
"Titlul "Unity" semnifică intenția conținutului. Nu e atât plin de acțiune, precum în filmul trecut, ci mai degrabă dorește să activeze ceva "în" interiorul spectatorului, ce a fost suprimat sau uitat prin masca pe care societatea sau tradiția o pune pe noi. Mai mult însă de atât este faptul că filmul, de asemenea, ne ajută să facem o conexiune cu misterul existenței, a întregii existențe, din care noi nu suntem decât o mică parte. "- Shaun Monson
Documentarul explorează transformarea umană și va fi prezentat în cinci capitole: "Cosmic", "Mintea", "Corpul", "Inima" și "Sufletul".

## Naratori
Reference:
- Aaron Paul
- Adam Levine
- Adrian Grenier
- Alison Eastwood
- Amanda Seyfried
- Amy Smart
- Anjelica Huston
- Anton Yelchin
- Arian Foster
- Arlene Martel
- Balthazar Getty
- Ben Kingsley
- Ben Whishaw
- Beth Hart
- Brandon Boyd
- Caroline Goodall
- Carrie-Anne Moss
- Casey Affleck
- Catherine Tate
- Claire Forlani
- Cloris Leachman
- Common
- Damien Mander
- David Copperfield
- David DeLuise
- David LaChapelle
- Deepak Chopra
- Dianna Agron
- Dr. Dre
- Edward James Olmos
- Ellen Burstyn
- Ellen DeGeneres
- Emily Deschanel
- Eve Best
- Famke Janssen
- Freida Pinto
- Geoffrey Rush
- Gregory Colbert
- Helen Mirren
- Isabel Lucas
- January Jones
- Jason Mraz
- Jeff Goldblum
- Jennifer Aniston
- Jennifer Tilly
- Jesse Carmichael
- Jessica Chastain
- Joaquin Phoenix
- Joe Perry
- Joel Edgerton
- John Paul DeJoria
- Jorja Fox
- Julia Ormond
- Kathy Freston
- Kevin Spacey
- Kristen Bell
- Kristen Wiig
- Larenz Tate
- Leighton Meester
- Lena Headey
- Liev Schreiber
- Maggie Grace
- Maggie Q
- Malin Akerman
- Marcia Gay Harden
- Marianne Williamson
- Mariel Hemingway
- Marion Cotillard
- Mark Strong
- Martin Sheen
- Matthew Modine
- Matthieu Ricard
- Michael Beckwith
- Michael Gambon
- Michelle Rodriguez
- Minnie Driver
- Missy Higgins
- Moby
- Nestor Serrano
- Olivia Munn
- Olivia Wilde
- Pamela Anderson
- Paul Watson
- Persia White
- Phil Donahue
- Portia de Rossi
- Rick Allen
- Rose Byrne
- Russell Simmons
- Rutger Hauer
- Ryan O'Neal
- Sam Simon
- Selena Gomez
- Shaun Toub
- Susan Sarandon
- Tim McIlrath
- Tom Hiddleston
- Tony Hawk
- Tony Kanal
- Zoe Saldana

## Producția
Pe 26 iunie 2013 Shaun Monson a început o campanie de crowdfunding pentru a acoperi costurile de publicitate și pentru a realiza filmul, având ținta de "un minim de $800,000 pentru a completa post-producția și lansarea filmului într-un an", adunarea de fonduri a fost însă lipsită de succes. Dupa primul film, Earthlings, Monson a petrecut 7 ani în care a dezvoltat, scris și produs Unity.
Filmul este produs de Shaun Monson și Melissa Danis în cadrul Nation Earth și va fi distribuit de către SpectiCast și Fathom Events.
De asemenea filmul a fost înregistrat și ca un audiobook, citit de către Monson. Audiobook-ul este o versiune neprescurtată a script-ului Unity având o durată de 300 de minute.